# جایزه مارتا فیفا
جایزه مارتا فیفا، جایزه‌ای است که در سال ۲۰۲۴ توسط فدراسیون بین‌المللی فوتبال (فیفا) تأسیس شد تا به زننده زیباترین یا مهم‌ترین گل فوتبال زنان اعطا شود.
جایزه مارتا سالانه بوده و با رأی‌گیری مردمی در نظر گرفته می‌شود. این جایزه مشابه جایزه پوشکاش فیفا (که از سال ۲۰۲۴ مختص به بازیکنان مرد شد) مختص بازیکنان زن فوتبال می‌باشد.
تا قبل از سال ۲۰۲۴، جایزه پوشکاش فیفا، مشترکاً به بازیکنان زن و مرد فوتبال داده می‌شد که هیچ فوتبالیست زنی تا آن سال موفق به دریافت پوشکاش نشد. پس از آن سال جایزه مارتا، به افتخار مارتا ویرا دا سیلوا، مهاجم و کاپیتان تیم ملی زنان برزیل، که برای بیش از دو دهه (۲۰۰۲_۲۰۲۴) فعال در این رشته است، نامگذاری شد.
خود مارتا سیلوا برای جایزه افتتاحیه نامزد شد و برنده اولین جایزه مارتا نیز شد.
بازه زمانی اولین جایزه اوت ۲۰۲۳ تا اوت ۲۰۲۴ بود و برای اولین بار در مراسم جشن بهترین جوایز فوتبال فیفا ۲۰۲۴ در ۱۷ دسامبر ۲۰۲۴ اهدا شد.

## برندگان

### ۲۰۲۴
FIFA در تاریخ ۲۸ نوامبر ۲۰۲۴ لیست ۱۱ نامزد را اعلام کرد.
| رتبه   | بازیکن            | تیم                          | حریف                     | نتیجه | رقابت                                  | امتیاز |
| ------ | ----------------- | ---------------------------- | ------------------------ | ----- | -------------------------------------- | ------ |
| اول    | مارتا             | برزیل                        | جامائیکا                 | 4–0   | دوستانه بین‌المللی                      | 22     |
| دوم    | آسیات اوشوالا     | بارسلونا                     | بنفیکا                   | 5–0   | لیگ قهرمانان زنان یوفا ۲۰۲۳–۲۴         | 20     |
| سوم    | ساکینا کارچاوئی   | فرانسه                       | سوئد                     | 1–0   | قرار گرفتن در مرحلهٔ یورو ۲۰۲۵ زنان وفا | 16     |
| چهارم  | جوزیپینا موراکا   | لاتزیو                       | بولونیا                  | 2–0   | ۲۰۲۳–۲۴ سری بی                         | 15     |
| پنجم   | مایرا پلائو برنال | مکزیک                        | ایالات متحده آمریکا      | 2–0   | جام طلا کنکاکاف W 2024                 | 12     |
| ششم    | پولینا کرومبیگل   | TSG هوفنهایم                 | باشگاه فوتبال دویسبورگ   | 2–0   | 2023-24 بوندسلیگا زنان                 | 12     |
| هفتم   | دلفین کاسکارینو   | لیون                         | بنفیکا                   | 2–1   | لیگ قهرمانان زنان یوفا ۲۰۲۳–۲۴         | 10     |
| هشتم   | بِتِ مید            | آرسنال                       | وست هام یونایتد          | 2–0   | لیگ برتر زنان ۲۰۲۳–۲۴                  | 9      |
| نهم    | مارینا هیگرینگ    | باشگاه فوتبال زنان وولفسبورگ | باشگاه فوتبال اس‌جی‌اس اسن | 2–1   | 2023-24 بوندسلیگا زنان                 | 9      |
| دهم    | ترینیتی رودمن     | ایالات متحده آمریکا          | ژاپن                     | 1–0   | اولمپک‌های تابستانی ۲۰۲۴                | 9      |
| یازدهم | نینا ماتیجیچ      | صربستان                      | انگلستان                 | 1–0   | قهرمانی زنان زیر ۱۹ سالی ۲۰۲۴          | 6      |